# Jonathan Borja
Jonathan Borja (Ibarra, Ecuador; 5 de abril de 1994) es un futbolista ecuatoriano. Juega de extremo y su equipo actual es El Nacional de la Serie A de Ecuador.

## Estadísticas

### Clubes
Actualizado al último partido disputado el 15 de agosto de 2025.
| Club                                   | Div.                | Temporada           | Liga  | Liga  | Copas nacionales | Copas nacionales | Copas internacionales | Copas internacionales | Total | Total |
| Club                                   | Div.                | Temporada           | Part. | Goles | Part.            | Goles            | Part.                 | Goles                 | Part. | Goles |
| -------------------------------------- | ------------------- | ------------------- | ----- | ----- | ---------------- | ---------------- | --------------------- | --------------------- | ----- | ----- |
| Deportivo Quevedo · Ecuador            | 2.ª                 | 2012                | 8     | 0     | -                | -                | -                     | -                     | 8     | 0     |
| Deportivo Quevedo · Ecuador            | Total club          | Total club          | 8     | 0     | -                | -                | -                     | -                     | 8     | 0     |
| América de Quito · Ecuador             | 3.ª                 | 2013                | 7     | 3     | -                | -                | -                     | -                     | 7     | 3     |
| Deportivo Quito · Ecuador              | 1.ª                 | 2014                | 5     | 0     | -                | -                | -                     | -                     | 5     | 0     |
| Deportivo Quito · Ecuador              | Total club          | Total club          | 5     | 0     | -                | -                | -                     | -                     | 5     | 0     |
| América de Quito · Ecuador             | 3.ª                 | 2015                | 7     | 1     | -                | -                | -                     | -                     | 7     | 1     |
| América de Quito · Ecuador             | Total club          | Total club          | 14    | 4     | -                | -                | -                     | -                     | 14    | 4     |
| Liga de Loja · Ecuador                 | 1.ª                 | 2015                | 13    | 3     | -                | -                | -                     | -                     | 13    | 3     |
| Liga de Loja · Ecuador                 | Total club          | Total club          | 13    | 3     | -                | -                | -                     | -                     | 13    | 3     |
| Guayaquil City · Ecuador               | 1.ª                 | 2016                | 1     | 0     | -                | -                | -                     | -                     | 1     | 0     |
| Guayaquil City · Ecuador               | Total club          | Total club          | 1     | 0     | -                | -                | -                     | -                     | 1     | 0     |
| Aucas · Ecuador                        | 1.ª                 | 2016                | 16    | 1     | -                | -                | -                     | -                     | 16    | 1     |
| Aucas · Ecuador                        | Total club          | Total club          | 16    | 1     | -                | -                | -                     | -                     | 16    | 1     |
| El Nacional · Ecuador                  | 1.ª                 | 2017                | 34    | 9     | -                | -                | 1                     | 0                     | 35    | 9     |
| Liga Deportiva Universitaria · Ecuador | 1.ª                 | 2018                | 25    | 1     | -                | -                | 5                     | 0                     | 30    | 1     |
| Liga Deportiva Universitaria · Ecuador | Total club          | Total club          | 25    | 1     | -                | -                | 5                     | 0                     | 30    | 1     |
| El Nacional · Ecuador                  | 1.ª                 | 2019                | 27    | 11    | 4                | 2                | -                     | -                     | 31    | 13    |
| Cruz Azul · México                     | 1.ª                 | 2019-20             | 1     | 0     | -                | -                | 0                     | 0                     | 1     | 0     |
| Cruz Azul · México                     | 1.ª                 | 2020-21             | 3     | 0     | -                | -                | 2                     | 1                     | 5     | 1     |
| Cruz Azul · México                     | Total club          | Total club          | 4     | 0     | -                | -                | 2                     | 1                     | 6     | 1     |
| Always Ready · Bolivia                 | 1.ª                 | 2022                | 5     | 1     | 0                | 0                | 6                     | 1                     | 11    | 2     |
| Always Ready · Bolivia                 | Total club          | Total club          | 5     | 1     | 0                | 0                | 6                     | 1                     | 11    | 2     |
| Mushuc Runa · Ecuador                  | 1.ª                 | 2023                | 15    | 1     | 0                | 0                | —                     | —                     | 15    | 1     |
| Mushuc Runa · Ecuador                  | Total club          | Total club          | 15    | 1     | 0                | 0                | 0                     | 0                     | 15    | 1     |
| El Nacional · Ecuador                  | 1.ª                 | 2024                | 20    | 3     | 5                | 1                | —                     | —                     | 25    | 4     |
| El Nacional · Ecuador                  | 1.ª                 | 2025                | 9     | 1     | 1                | 0                | 2                     | 0                     | 12    | 1     |
| El Nacional · Ecuador                  | Total club          | Total club          | 90    | 24    | 10               | 3                | 3                     | 0                     | 103   | 27    |
| Total en su carrera                    | Total en su carrera | Total en su carrera | 196   | 35    | 10               | 3                | 16                    | 2                     | 222   | 40    |
| 1. 2.                                  |                     |                     |       |       |                  |                  |                       |                       |       |       |

### Participaciones internacionales
| Torneo                                | Club                         | Resultado        |
| ------------------------------------- | ---------------------------- | ---------------- |
| Copa Libertadores 2017                | El Nacional                  | Primera fase     |
| Copa Sudamericana 2018                | Liga Deportiva Universitaria | Octavos de final |
| Liga de Campeones de la Concacaf 2020 | Cruz Azul                    | Cuartos de final |
| Copa Libertadores 2022                | Always Ready                 | Fase de grupos   |

## Palmarés

### Campeonatos nacionales
| Título             | Club                         | País    | Año  |
| ------------------ | ---------------------------- | ------- | ---- |
| Serie A de Ecuador | Liga Deportiva Universitaria | Ecuador | 2018 |
| Copa Ecuador       | El Nacional                  | Ecuador | 2024 |